# Tokaj
Uma rua de Tokaj
Tokaj é uma localidade histórica da Hungria, situada nas margens do rio Tisza. Situa-se no condado de Borsod-Abaúj-Zemplén, no noroeste do país. Tem cerca de 4069 habitantes (dados de 2018). A cidade é um importante local turístico na Hungria. 
As vinhas estão presentes na zona desde 1067, enquanto a cidade é mencionada pela primeira vez num documento em 1353. O seu primeiro castelo foi destruído durante a invasão mongol, no século XIV foi construído o castelo pertencente à família Diósgyőr. Depois de 1450 Tokaj tornou-se propriedade da família Hunyadi e depois de Matias Corvino se tornar rei, passou a ser propriedade real.

## Vinho Tokaji
Tokaj é a principal cidade de uma região vitivinícola conhecida como Tokaj-Hegyalja, cujas vinhas e terrenos estão divididos entre o norte da Hungria e o sul da Eslováquia. Os vinhos elaborados nessa regão, tal como a variedade de uvas, são famosos em todo o mundo, e são conhecidos coo «Tokay» ou «Tokaji» (ambos os termos têm a mesma pronúncia que o nome da cidade de Tokaj: «tócái»). Durante séculos, muitos países usaram os termos «Tokaj», «Tokay» ou «Tocai» para designar variedades próprias de uva ou vinhos próprios, mas uma lei de 2007 protege as variedades de uva e os vinhos da região de Tokaj. Desde esse ano, só os vinhos de Tokaj-Hegyalja têm direito a essas denominações.

## Imagens

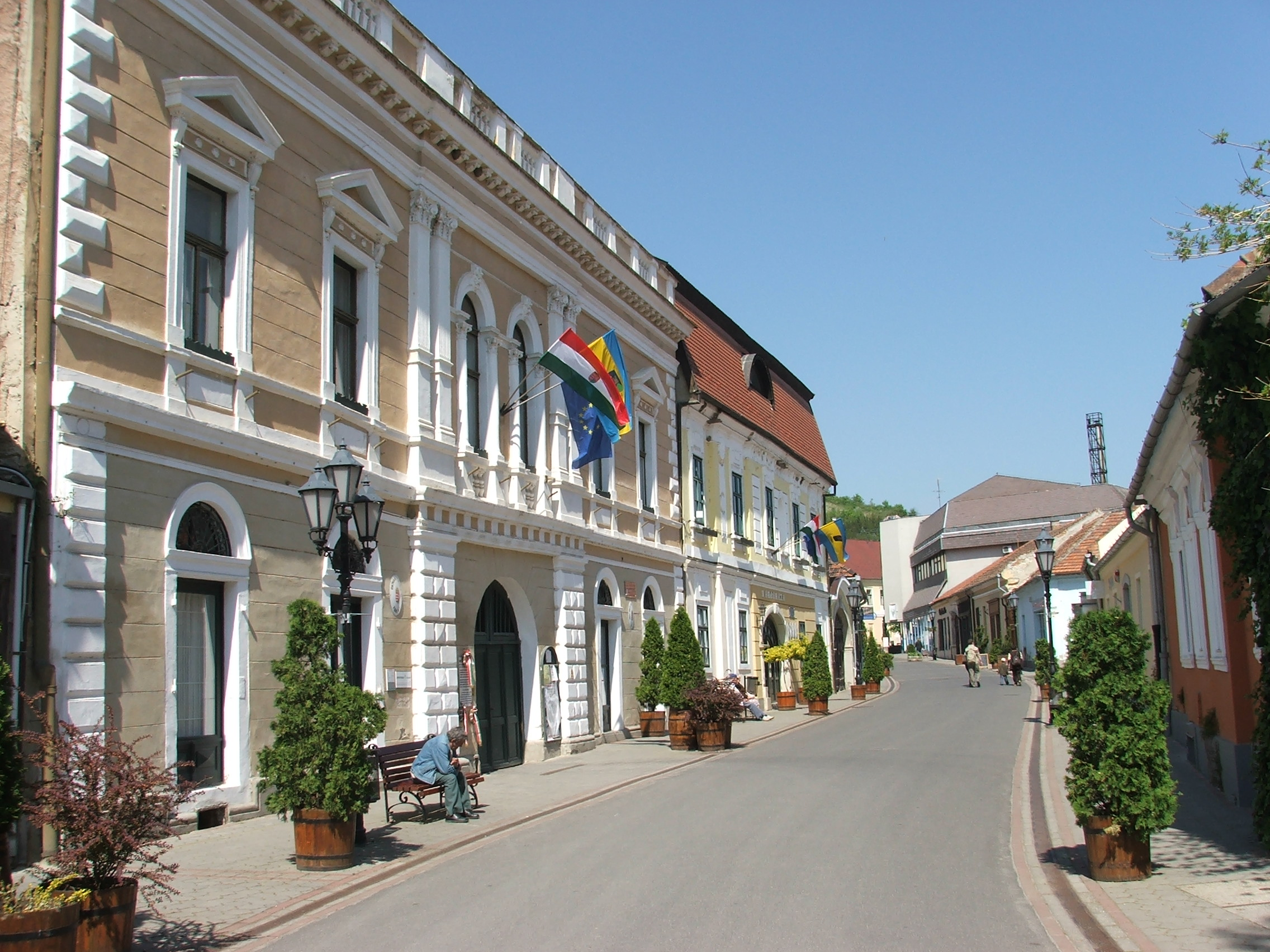
Centro da cidade
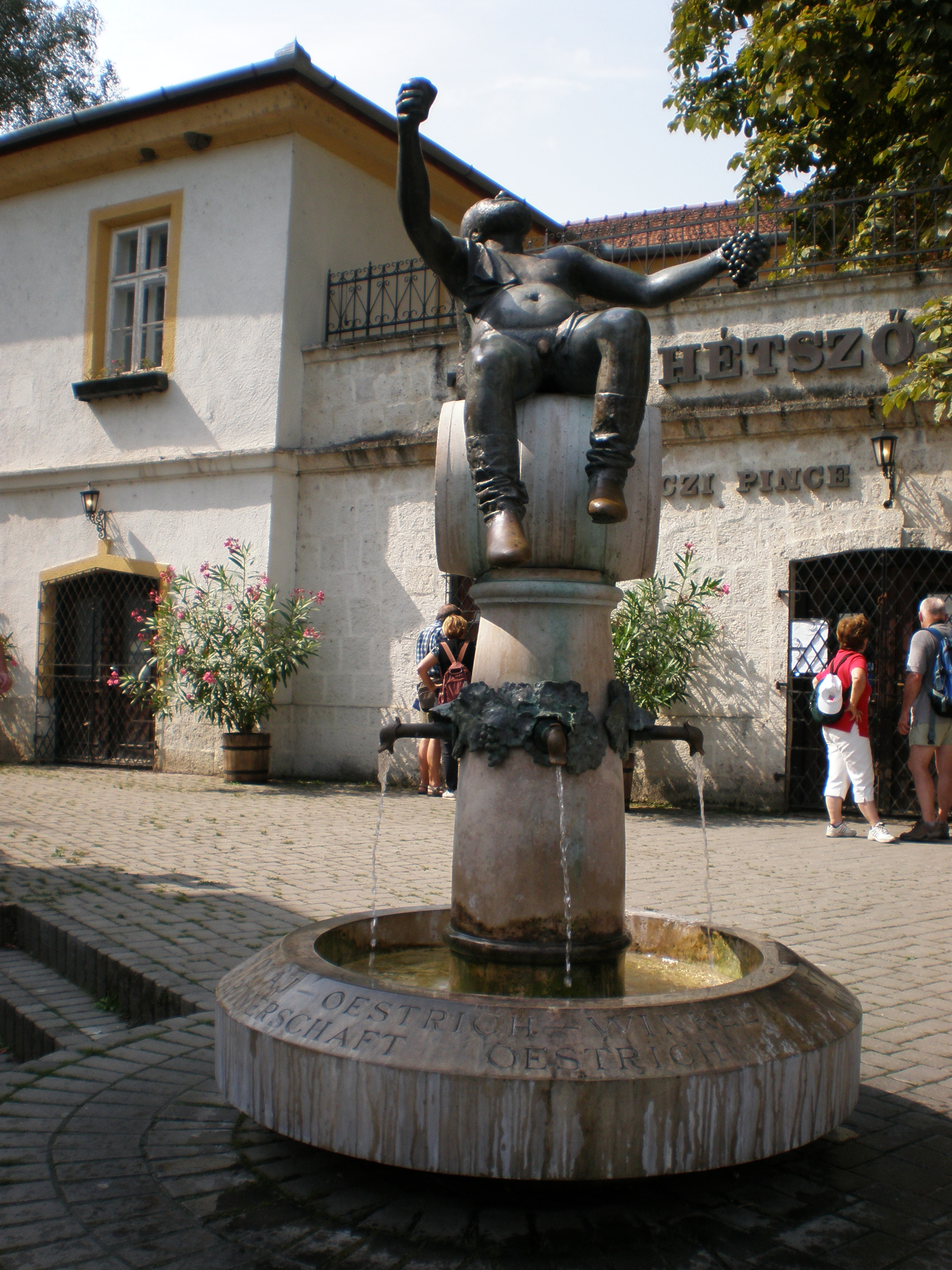
Fonte de Baco
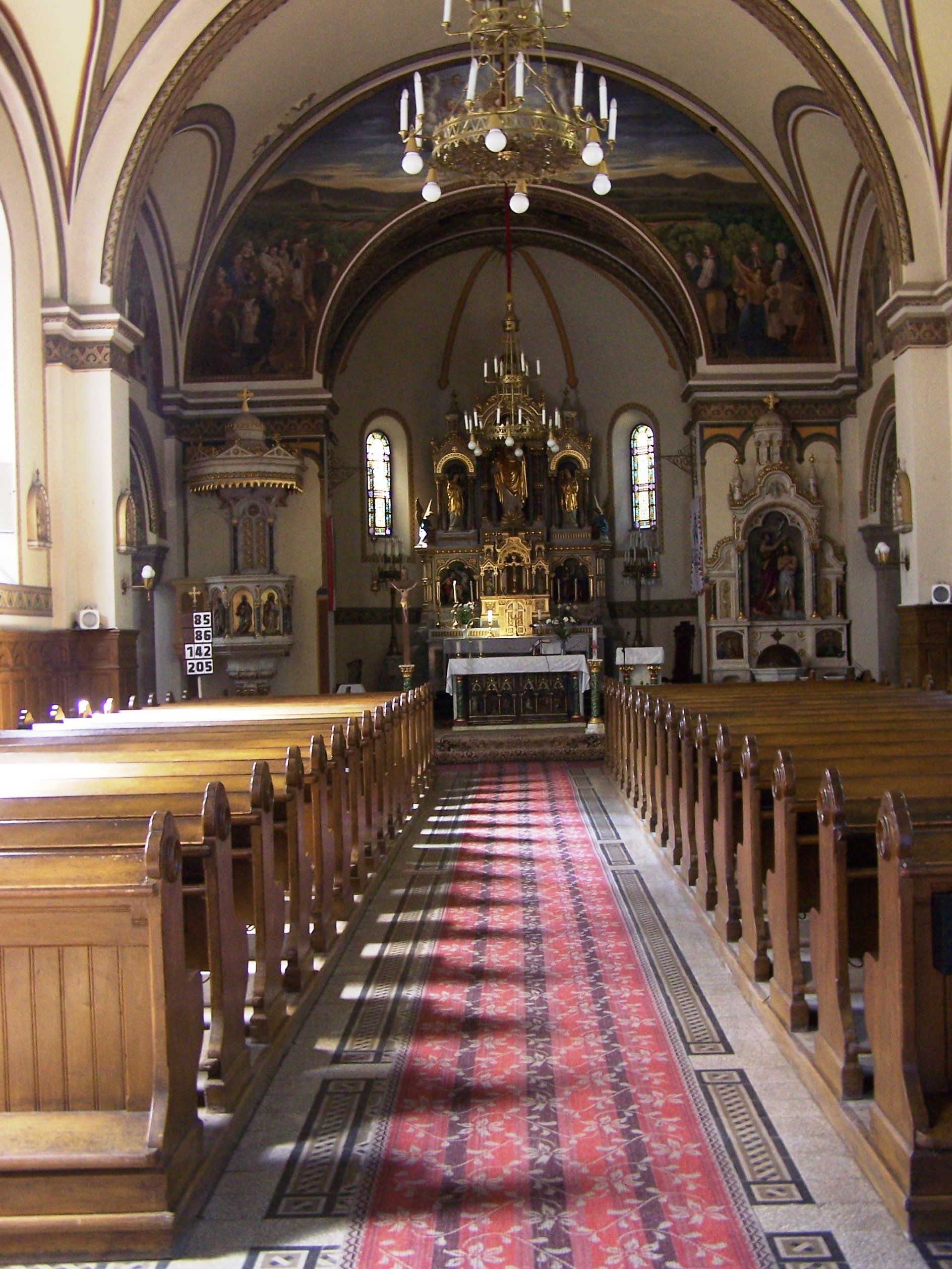
Interior de igreja católica
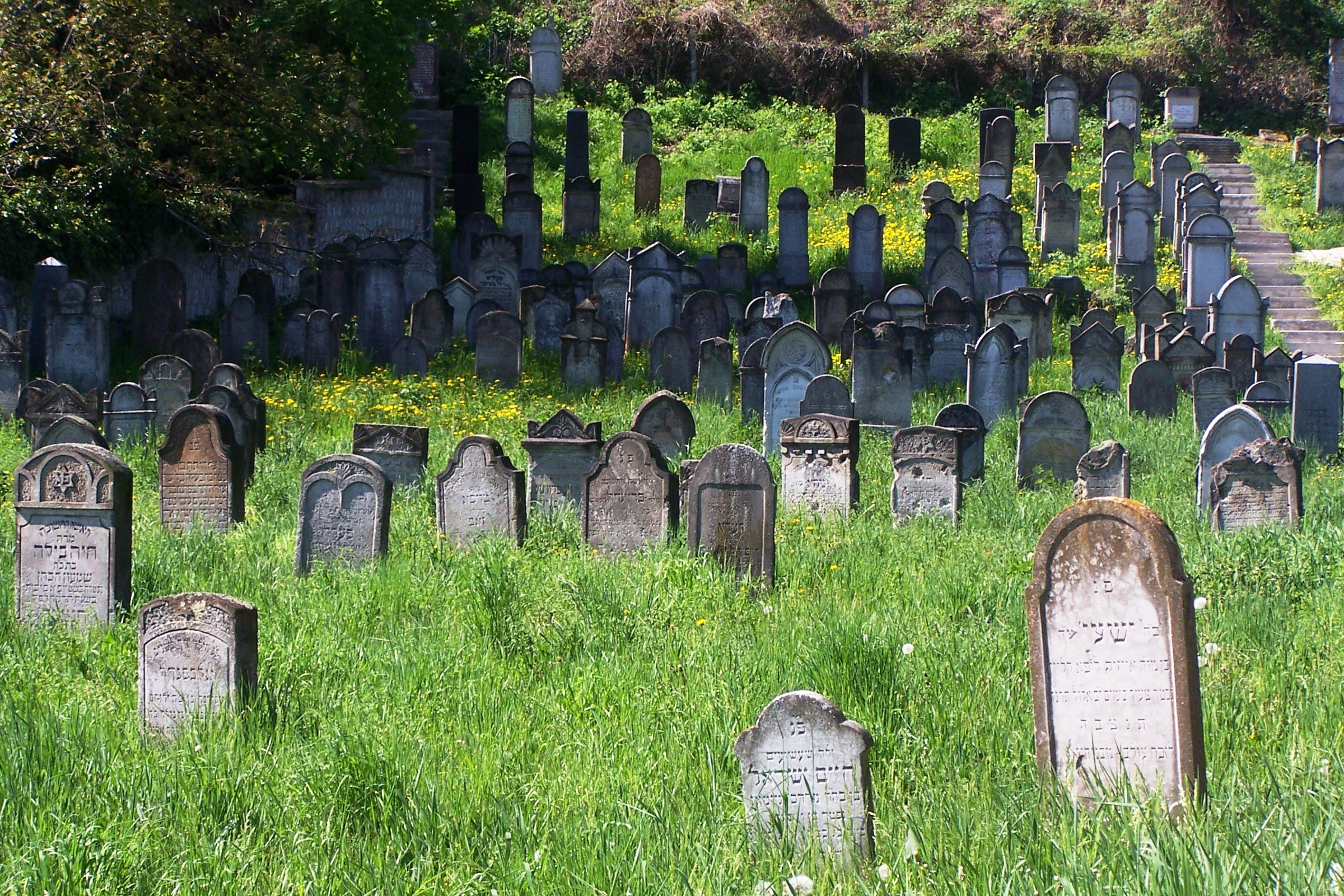
Cemitério judaico
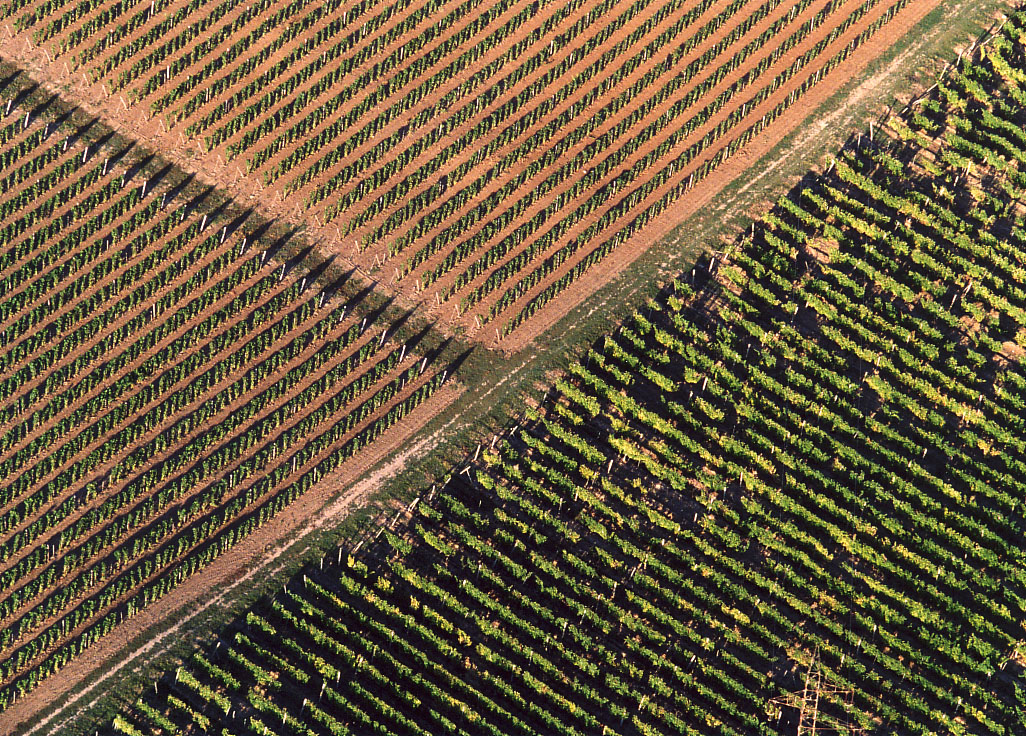
Região Vinícola de Tokaj
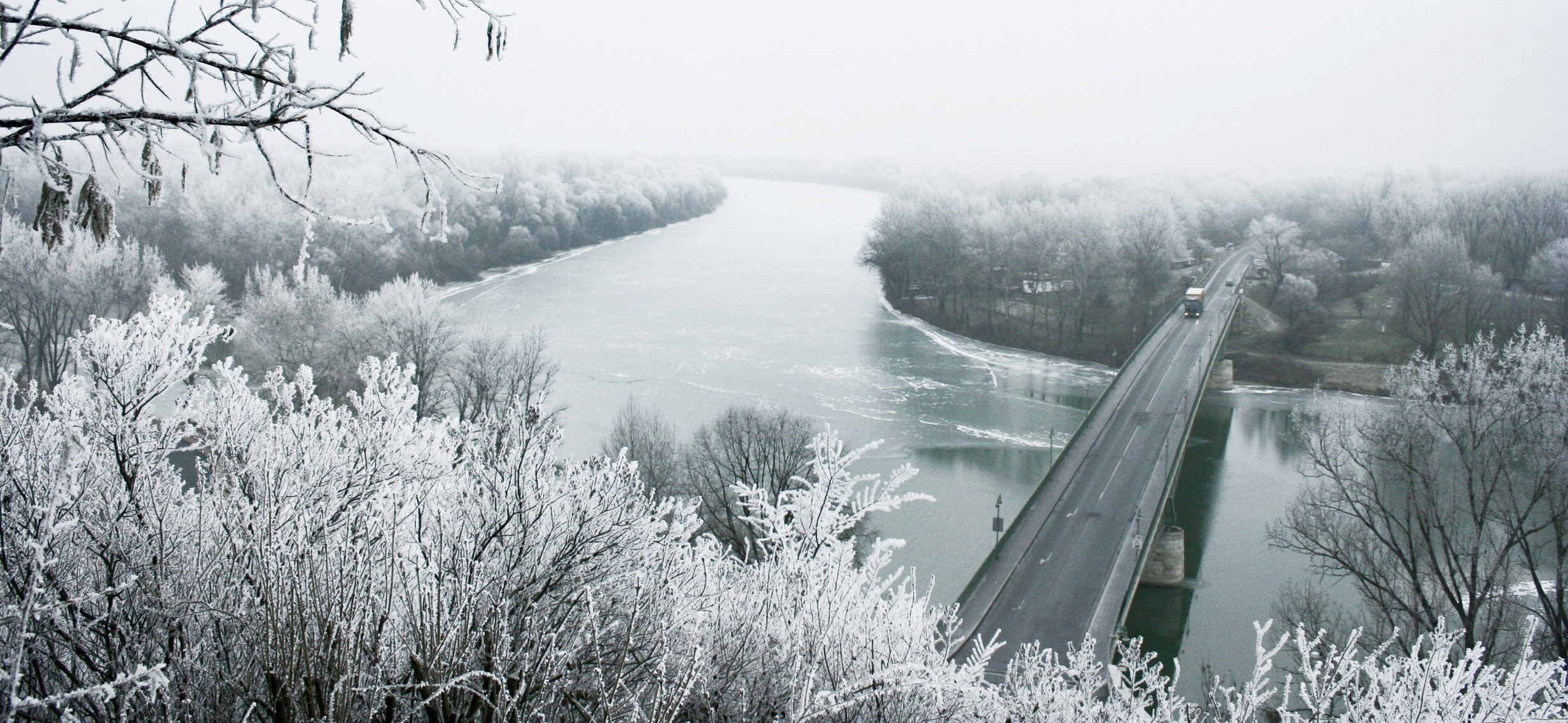
O rio Tisza no inverno, em Tokaj